# Robert Morton (Komponist)
Robert Morton (* um 1430; † nach dem 13. März 1479) war ein aus England stammender franko-flämischer Komponist und Sänger der Renaissance im Dienst burgundischer Herzöge.

## Leben und Wirken
Über das Leben von Robert Morton gibt es nur wenige dokumentarische Hinweise; weder sind Geburtsort und -datum bekannt, noch konnte bisher sein Sterbeort und das Datum seines Todes ermittelt werden. Die musikhistorische Forschung nimmt an, dass er entweder in England oder als Sohn englischer Eltern im Burgund geboren wurde. Er wurde Ende des Jahres 1457 in einem Eintrag der burgundischen Buchhaltung erstmals erwähnt, wo er als „clerc“ der Kapelle Philipps des Guten (1419–1467) bezeichnet wird und wo ihm Zahlungen für seine Dienstkleidung bewilligt wurden. Hier erscheint er auch als „chapellain angloix“, welches den einzigen Hinweis auf seine englische Abstammung darstellt; außerdem lässt die Quelle darauf schließen, dass Morton vor seiner burgundischen Anstellung in Brüssel tätig war.
Das Verzeichnis der Mitglieder der Kapelle hat in dieser Zeit eine Lücke in den Aufzeichnungen, wodurch Robert Morton erst in dem Verzeichnis vom Oktober 1460 vermerkt ist und hier „Messire“ genannt wird. Dieser Titel weist darauf hin, dass er bereits Priester war. Vom 1. Juni 1464 bis 12. März 1465 und für drei Monate zwischen dem 1. Oktober 1465 und 30. September 1466 hat sein Dienstherr ihn an den Haushalt des Grafen Karl von Charolais entliehen, den späteren Herzog Karl den Kühnen von Burgund (1467–1477). Es liegt nahe, dass Morton diesen auch auf seinen Kriegszügen begleitet hat. Nach dem Tod Philipps (1467) wurde er in die Kapelle Karls des Kühnen übernommen. Später, vom 20. Juli bis 13. August 1470, erhielt er eine Abwesenheitserlaubnis. Morton behielt den Rang eines clercs bis 1471/72, eine für die burgundische Kapelle ungewöhnliche Dauer, denn normalerweise wurden clercs innerhalb weniger Jahre zum „chapelain“ befördert. Diesen Rang erhielt Morton dann zwischen dem 20. Juni 1471 und dem 20. Juli 1472.
Im Jahr 1475 erscheint er nur noch unregelmäßig in den Rechnungen; er bekam nur noch ein Viertel des vollen Jahreslohns. Am 1. Februar 1476 übernahm Pierre Basin Mortons Stelle als chapelain, offensichtlich in Erfüllung einer seit 1475 bestehenden Anwartschaft. Noch im Jahr 1477 versuchte die burgundische Verwaltung, die Karriere von Robert Morton zu fördern. Inhaltlich ist das betreffende Dokument nicht von großer Bedeutung, aber es belegt, dass Morton 1477 noch lebte. Das letzte Zeugnis über ihn ist ein Schreiben, das seinen Verzicht auf eine Pfründe in Goutswaard-Koorndijk am 31. März 1479 bestätigt.
Der Musikforscher David Follows vermutet in einer Veröffentlichung aus dem Jahr 2001 politische Gründe für das lange Verweilen von Robert Morton in dem relativ niedrigen Status eines clerc und für das Fehlen jeglicher Belege über ihn in Burgund ab 1479. Ein gewisser Robert Morton wurde im Jahr 1478 Kanoniker in Salisbury und an der Londoner St Paul’s Cathedral, ein Jahr später Master of the Rolls, 1486 dann Bischof von Worcester und starb im Jahr 1497. Sollte es sich um dieselbe Person handeln, spräche dies für eine Rückkehr Mortons nach England und eine dortige geistliche Karriere. Fallows hat auch darauf hingewiesen, dass es zu der Person des genannten Bischofs zwischen 1457 und 1476 in England keinerlei Belege gibt; darüber hinaus war Mortons Onkel John Morton Anfang 1475 Gesandter am burgundischen Hof. John wurde später zum Bischof von Ely ernannt und verzichtete daraufhin auf das Kanonikat in Salisbury, welches dann Robert zufiel. Als John Morton im Jahr 1486 nach Canterbury versetzt wurde, zog dies die Versetzung John Alcocks nach Ely nach sich und die Erhebung von Robert Morton zum Bischof von Worcester. Gegen solche Überlegungen spricht allerdings die Tatsache, dass es aus Mortons späteren englischen Jahren keine Hinweise auf musikalische Aktivitäten gibt. Letztlich bleibt Mortons Wechsel nach England vorerst eine relativ plausible, aber unbewiesene Vermutung.
Weitere biografische Informationen sind nur dem Werk Mortons und anderer zeitgenössischer Komponisten zu entnehmen. Die Annahme von Fallows, dass das Rondeau „Le souvenir de vous me tue“ auf ein Motto von Claude Bouton (1473–1553) und sein Stück „Souvenir tue“ anspielt, und damit auf eine Beziehung zu Boutons Familie hinweist, ist unwahrscheinlich, weil Mortons Rondeau mit Sicherheit vor Boutons Geburt entstanden ist. Das Rondeau „Il sera pour vous / L’homme armé“ enthält eine Anspielung auf Simon le Breton († 1473), der nach Verlassen der burgundischen Hofkapelle im Mai 1464 nach Cambrai ging. In dieser Stadt haben Morton und Hayne van Ghizeghem mit ihrem Gesang und Spiel das Publikum in Erstaunen versetzt, wovon das anonyme Rondeau „La plus grant chiere“ berichtet, ein Ereignis, das 1468 oder 1472 stattgefunden haben könnte. Unter dem Text „Mon bien ma joyeux“ ist eine Musik überliefert, deren wohl richtiger Text das Gedicht „Mon bien, m’amour, ma joye et mon desir“ darstellt, welches auch das Akrostichon Marie M[o]relet enthält.

## Bedeutung
Zu seinen Lebzeiten genoss Robert Morton einen bemerkenswerten Ruf als Komponist. Die meisten seiner Kompositionen sind anonym überliefert. Diejenigen Stücke, die ihm mit Sicherheit zuzuweisen sind, zeigen ein dichtes und konturiertes stilistisches Profil, jedoch ohne die melodischen Merkmale, wie sie für die englische Musik der mittleren Jahrzehnte des 15. Jahrhunderts typisch sind. Die Oberstimmen-Partien besitzen einen ungewöhnlich großen Tonumfang und zeichnen sich durch Ausdrucksstärke und besondere handwerkliche Sicherheit aus. Die Contratenor-Stimmen vermeiden die Füllfunktion, wie sie für seine burgundischen Kollegen (Hayne van Ghizeghem und andere) charakteristisch ist; stattdessen sind größere Intervallsprünge häufiger, mit denen oft die Tonalität gefestigt wird.
Einige von Mortons Werken waren recht verbreitet. So ist „N’arais je jamais“ in 16 Quellen überliefert, und „Le souvenir“ erscheint in 15 Quellen, darunter drei Intabulierungen. Der Komponist wird von seinen Zeitgenossen John Hothby (Dialogus in arte musica) und Johannes Tinctoris (Complexus effectuum musices) sehr gerühmt. Seine Komposition „N’arai je jamais“ hat als Vorlage für eine Motette und drei Messen von Johannes Ghiselin, Jacob Obrecht und Josquin des Prez gedient. Die Chansons von Robert Morton stellen den Höhepunkt des burgundischen Hofstils zwischen Gilles Binchois und Antoine Busnois dar.

## Werke
- Authentische Werke (Mortons Autorschaft gesichert); alle Stücke sind Rondeaux zu drei Stimmen:
  - „Cousine trop vous abusés“, überliefert in zwei leicht differierenden Versionen
  - „Le souvenir de vous me tue“
  - „Mon bien ma joyeux“, Anfang fehlerhaft überliefert, anstelle des Gedicht-Textes „Mon bien, m’amour, ma joye et mon plaisir“ mit dem Akrostichon „Marie M[o]relet“
  - „N’aray je jamais mieulx que j’ay“, in zwei Versionen, eine mit zweitem Contratenor
  - „Paracheve ton enterprise“, (= La perontina)
  - „Plus j’ay le monde regardé“ (= „Madonna bella“)
  - „Que pourroit plus faire une dame“ (= „Numine Iesu“)
- Nicht authentische Werke (Mortons Autorschaft zweifelhaft):
  - „C’est temps perdu“, Firminus Caron zugeschrieben
  - „Ellend du hast umbfangen mich“ (= „Lent et scolorito“ / „Vive ma dame par amours“, Motectus)
  - „Pues serviçio vos desplaze“ („Enrique“; Text von Pere Torroella)
  - „Vien’avante morte dolente“ (Autorschaft von Pierre Basin vermutet)
  - „Il sera pour vous conbatu“ / „L’homme armé“, kombiniertes Rondeau, überliefert in zwei Versionen, Zuschreibung an Morton erst in neuerer Zeit